# Glenfinnan Stream Waterfall
Der Glenfinnan Stream Waterfall ist ein Wasserfall im Mount-Aspiring-Nationalpark in der Region Otago auf der Südinsel Neuseelands. Er liegt im Lauf des Glenfinnan Stream, der in nordöstlicher Fließrichtung wenige hundert Meter hinter dem Wasserfall in den Matukituki River mündet. Seine Fallhöhe beträgt rund 17 Meter.
Von Wanaka sind es 42,5 km über die teils unbefestigte Wanaka-Mount Aspiring Road, bis der Wasserfall linker Hand zu sehen ist.